# Ceresa bubalus
Ceresa bubalus is een halfvleugelig insect uit de familie bochelcicaden (Membracidae). De soort werd voor het eerst wetenschappelijk beschreven door Johann Christian Fabricius in 1794.
Volwassen exemplaren hebben een groene kleur en hebben aan iedere weerszijde van de kop een bruine doorn. De nimfen hebben lange, pluimachtige lichaamsuitsteeksels aan de bovenzijde. Ceresa bubalus komt voor in delen van Noord-Amerika. De soort wordt in de Engelse taal wel 'buffalo treehopper' genoemd.